# BGI akademiet
BGI akademiet er en idrætsefterskole med hovedadresse i Bjerre, 10 km syd for Horsens i det sydøstlige Jylland. Efterskolen tilbyder en lang række forskellige idrætslinjer inden for sport og gymnastik samt international linje. BGI akademiet har desuden adresse på Hjarnø, hvor skolen tilbyder efterskoleophold for unge, der ønsker en livsstilsændring.

## Grundlæggelse
Skolen blev grundlagt i 1955 og hed indtil 1. august 2000 Bjerre Herreds Ungdomsskole, hvorefter skolen gik under navnet Bjerre Gymnastik- og Idrætsefterskole. Ved afslutning af semesteret 2008-2009 introducerede ledelsen skolens nuværende navn, som trådte i kraft 1. august 2009. Skolens elevtal var siden 2007 på 230 (130 piger og 100 drenge), i skoleåret 2009/10 var elevtallet 330, i december 2015 var det 500 elever (ligeligt fordelt på kønnene), og i skoleåret 2018/19 er BGI-Akademiet på 550 elever (ligeligt fordelt på kønnene).[kilde mangler]